# Brachystegia nigerica
Brachystegia nigerica là một loài rau đậu thuộc họ Fabaceae.
Loài này có ở Cameroon và Nigeria.
Chúng hiện đang bị đe dọa vì mất nơi sống.